# Innokéntievka
Innokéntievka (en rus: Иннокентьевка) és un poble del krai de Primórie, a l'Extrem Orient de Rússia, que en el cens del 2010 tenia 562 habitants.